# العمل الذاتي

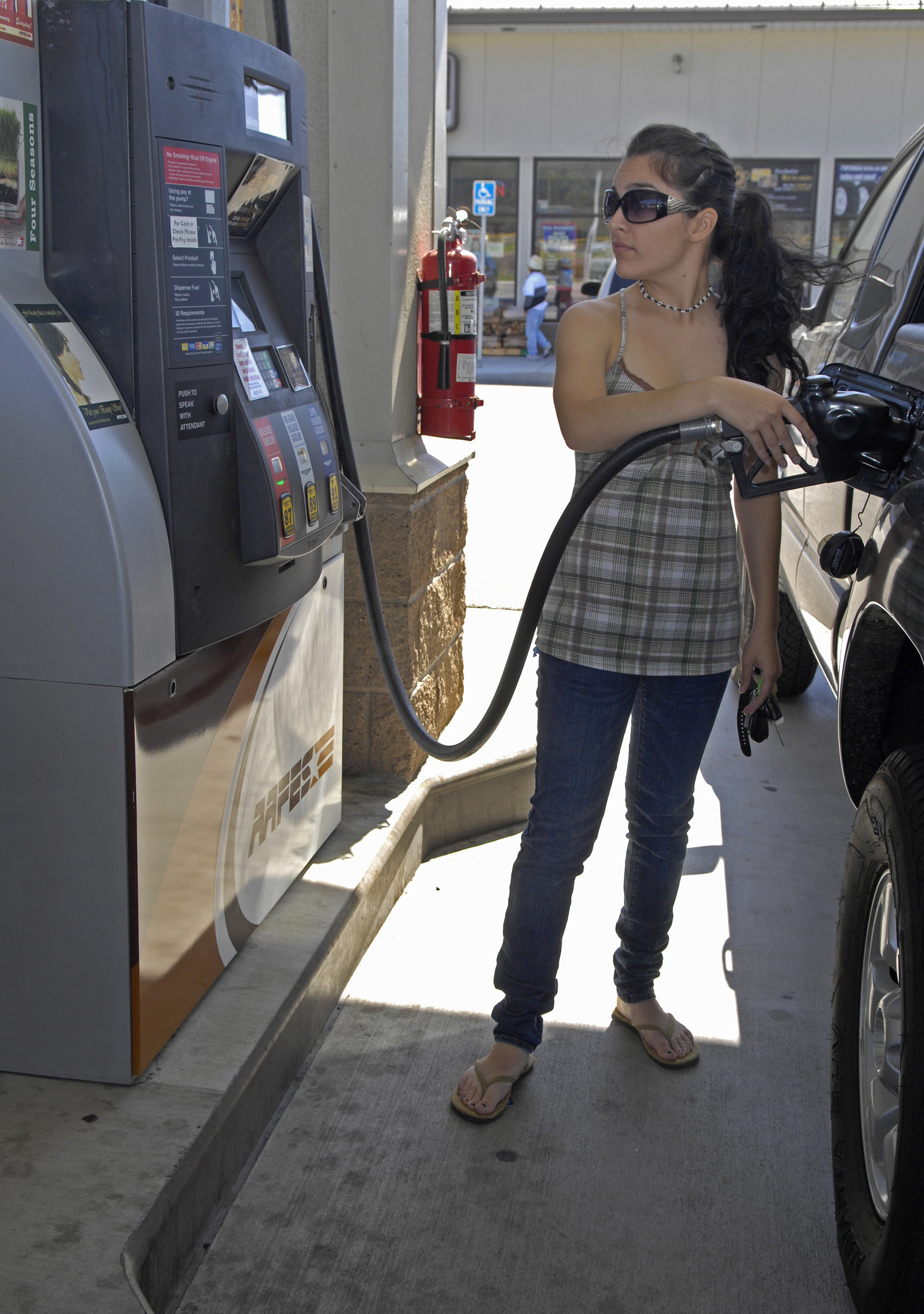
مستهلكة تملأ الوقود في سيارتها الخاصة ، وهو شكل من أشكال العمل من غيرأجر: بعد قرن من الاعتماد على الموظفين لتوزيع الوقود ، تقدم شركات الوقود الآن مضخات وقود ذاتية الخدمة كقاعدة عامة في معظم أنحاء العالم الغربي.

في الاقتصاد ، يشير العمل الذاتي أو العمل بالظل بالإنجليزية (shadow work) إلى العمالة غير المأجورة. ويشمل الأعمال المنزلية ، واليد العاملة الكامنة في تربية الأطفال ، والحفاظ على الترتيبات الاجتماعية التي اتخذت للحفاظ على جزء الأسرة في المجتمع ، الدفع الذاتي ، والخدمة الذاتية في محطة وقود.
وهو يشمل العمل بدون أجر ولكنه ضروري لتكامل المجتمع أو لخدمة الاقتصاد.
صاغ المصطلح إيفان إيليتش ، في كتابه عام 1981  من نفس العنوان. على سبيل المثال سيكون الدفع الذاتي في سوبر ماركت. 
كتب كريج لامبرت ، المحرر السابق لمجلة هارفارد عن الاتجاه الجديد نحو «عمل الظل» غير مدفوع الأجر في عام 2011 وتابع بحثه في كتاب بعنوان Shadow Work: The Uncain ، و Unseen Jobs That Fill Your Day في عام 2015. في تلك الكتب ، قام بتفصيل العديد من المهام غير المدفوعة التي يقوم بها الأشخاص العاديون الآن والتي اعتاد الآخرون القيام بها ، مثل ضخ البنزين ، ومحلات البقالة ، وإجراء ترتيبات السفر ، وفحص الأمتعة في المطار . وهو يشتمل على ظهور التكنولوجيا والروبوتات كقوى تؤدي إلى نمو عمل الظل ، كما يتضمن عوامل مثل التعهيد الجماعي والإفراط في مشاركة الوالدين في حياة أطفالهم. وهو يجادل بأن تنزيل المهام للمستهلكين يأخذ وقتهم ويقلل من مقدار التفاعل الاجتماعي العرضي في حياة الناس. كما أنه يحد من عدد فرص العمل على مستوى من هم متدني المهارات (مثل ضخ الغاز). 